# 尼泊尔临时议会
临时议会为尼泊尔过渡性国会，于2007年1月15日因尼泊尔议会自动解散而成立，2008年5月28日，因制宪会议成立而解散。

## 历史
2002年，尼泊尔国王贾南德拉解散尼泊尔议会并开始亲政。2006年5月，在尼泊尔共产党（毛主义）领导的人民战争影响下，尼泊尔国王贾南德拉不得不恢复议会。11月8日，尼泊尔七党联盟与尼泊尔共产党（毛主义）就临时立法机构等问题达成了一揽子协议。2007年1月8日，尼泊尔七党联盟政府和尼泊尔共产党（毛主义）在加德满都达成有关成立临时议会的协议，同月15日，尼泊尔议会批准由政府提交的临时宪法并自动解散，下午临时议会建立并颁布临时宪法。

## 政党在临时立法机关中的地位
尼泊尔临时议会共330名议员，尼泊尔临时议会的成员包括自动解散的议会议员以及由七党联盟与尼泊尔共产党（毛主义）达成协议中约定任命的人员。议席分布如下：
- 尼泊尔大会党85名
- 尼泊尔共产党（毛主义中心）83名
- 尼泊尔共产党（联合马列）83名
- 民族民主党8名
- 亲善党(Anandi Devi)4名
- 尼泊尔人民阵线4名
- 尼泊尔工农党4名
- 特莱-马德西民主党4名
- 全国人民阵线3名
- 联合左翼阵线2名
- 尼泊尔共产党（统一）2名
- 国家解放党1名